# Фуат Дибра
Фуат бей Дибра (на албански: Fuat Dibra) е албански политик.

## Биография
Роден е в 1886 година в западномакедонския българо-албански град Дебър в богатото земевладелско семейство на Исмаил паша Сарач. Далечен братовчед е на Неджмие Ходжа. Учи в търговско училище в Солун. В 1919 година до голяма степен лично поема разходите на албанската делегация на Парижката мирна конференция, в която влиза той самият и Пандели Евангели. През 1920-те Фуат Дибра е в опозиция на Ахмед Зогу. Министър е на вътрешните работи от 19 ноември 1920 до 1 юли 1921 г. През ноември 1942 година е сред основателите Бали Комбътар. Служи като министър на икономиката в кабинета на Мустафа Круя от 4 декември 1941 до 19 януари 1943 година. След капитулацията на Италия, на 25 октомври 1943 година германските окупационни власти, с които той поддържа добри отношения, го убеждават да влезе във Върховния регентски съвет (Këshilli i Lartë i Regjencës), като представлява мюсюлманската общност, но поради влошено здраве, той не може да изпълнява никакви реални дейности. Около март 1943 година заминава на лечение в Давос. Умира в Тирана през февруари 1944 година.